# 魯德門特 (伊利諾伊州)
魯德門特（英語：Rudement）是位於美國伊利諾伊州薩林縣的一個非建制地區。該地的面積和人口皆未知。

## 地理
魯德門特的座標為37°39′11″N 88°29′25″W / 37.65306°N 88.49028°W，而該地的平均海拔高度為121米（即397英尺）。